# Источни рунасти лемур
Источни рунасти лемур (лат. Avahi laniger) је врста примата из породице Indriidae. Овај полумајмун је ендемит Мадагаскара.

## Распрострањеност и станиште
Ареал врсте је ограничен на североисток Мадагаскара.
Станиште врсте су тропске влажне шуме. Источни рунасти лемури се претежно хране младим лишћем и изданцима, али исхрану допуњују воћем, цвећем и кором. Ноћне су животиње које дане проводе спавајући.

## Угроженост
Ова врста је наведена као последња брига, јер има широко распрострањење и честа је врста.